# Skif MFP Moscú
El Skif MFP Moscú es un club acuático ruso de con sede en la ciudad de Moscú.

## Palmarés
- 6 veces campeón de la Liga de Rusia de waterpolo femenino (1993-1998)
- 1 vez campeón de la copa LEN de waterpolo femenino (2001)
- 2 veces campeón de la copa de Europa de waterpolo femenino (1999 y 1997)[1]